# أوسكار هرنانديز فالكون
أوسكار هرنانديز فالكون هو عازف قيثارة وملحن وكاتب أغاني كوبي، ولد في 15 مارس 1891، وتوفي في 3 مارس 1967.